# Фиалка, Ладислав
Ладислав Фиалка (чеш. Ladislav Fialka; 22 сентября 1931, Прага — 22 февраля 1991, там же) — чешский и чехословацкий актёр-мим, хореограф, режиссёр, педагог, профессор (с 1989). Народный артист Чехословакии (1979). Лауреат Государственной премии имени Клемента Готвальда (1962).
Основоположник чехословацкой школы классической и современной пантомимы.

## Биография

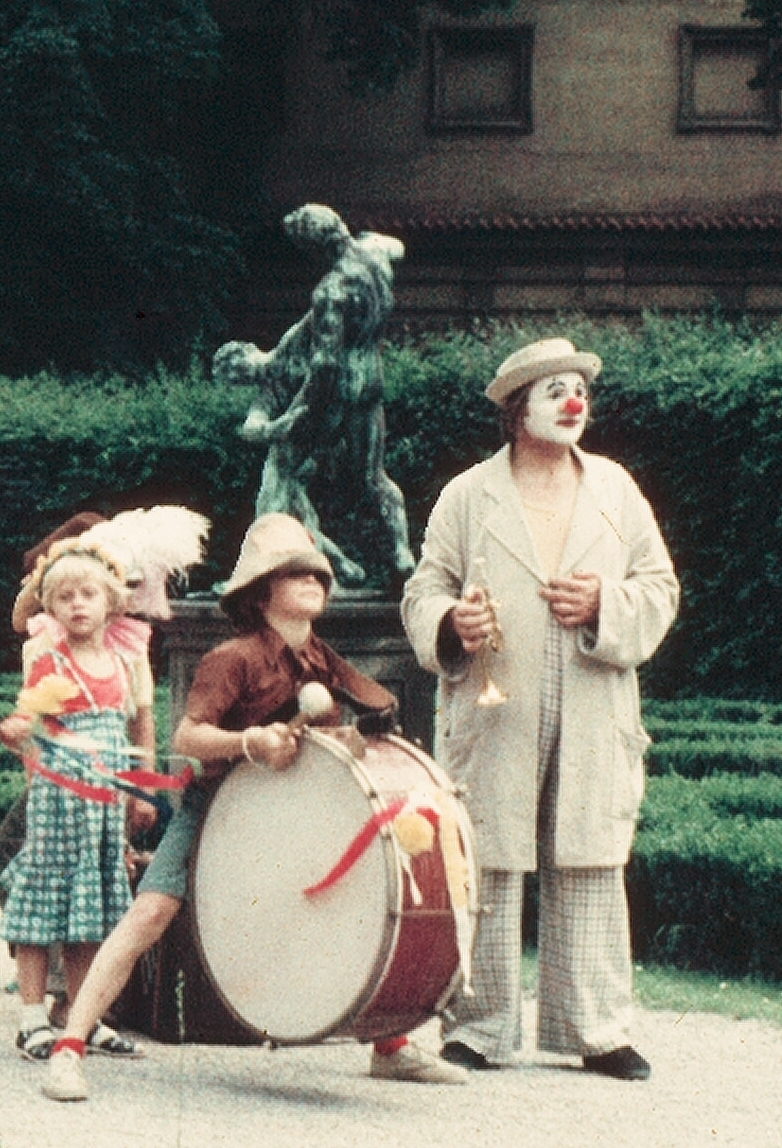
Ладислав Фиалка. 1983 г.

В 1956 году окончил Пражскую консерваторию (танцевальное отделение). В 1958 году совместно с Иржи Сухи, Иваном Выскочилом и Вацлавом Вассерманом основал Театр пантомимы «Na zábradlí» («На поручнях»), получивший мировую известность.
В 1958 году выступал в труппе театра «На поручнях». В 1950-х годах в этом же театре организовал труппу, которая показывала музыкально-драматические спектакли и пантомимы. В 1960 году труппа получила название «Пантомима на Забрадли». Первая программа, поставленная Фиалкой — «Пантомима на Забрадли», затем были постановки «Этюды» (1960), «Девять шляп над Прагой» (1960), «Путь пантомимы» (1962), «Шуты» (1965) и др. В этих программах Л. Фиалка выступал в главных ролях. Первые выступления Л. Фиалки следовали лучшим образцам французской пантомимы и артистам, таким как Марсель Марсо или Эмиль Жак-Далькроз, и были предвестниками больших художественных успехов.
С 1960 года работал также в кино. В 1959 и 1960 годах выступал в СССР; гастролировал в других странах: Италия и Куба (1962), США (1964) и др.
Искусство Л. Фиалки гуманистично; в своих пантомимах он утверждает радость жизни, стремление к свету и добру. Его творчество отличалось совершенной жестикуляцией и мимикой, лиризмом и элементами гротеска.
Был организатором международных фестивалей пантомимы в Праге (1969 и 1971). Много лет работал преподавателем в Пражской консерватории и Карлова университета, где в 1983 году основал кафедру пантомимы.

## Награды
- Государственная премия имени Клемента Готвальда (1962).
- Ежегодная премия министра национальной обороны (1963)
- Премия города Праги (1969, 1971, 1981)
- Медаль «За выдающиеся достижения» (1968, 1972)
- Заслуженный деятель искусств Чехословацкой Республики (1974)
- Народный художник (артист) Чехословацкой Республики (1979)
- Чешская музыкальная премия (1979)
- Медаль "Artis Bohemiae Amicis" (2002)